# Campeonato Mundial de Atletismo em Pista Coberta de 2012 - Salto com vara masculino

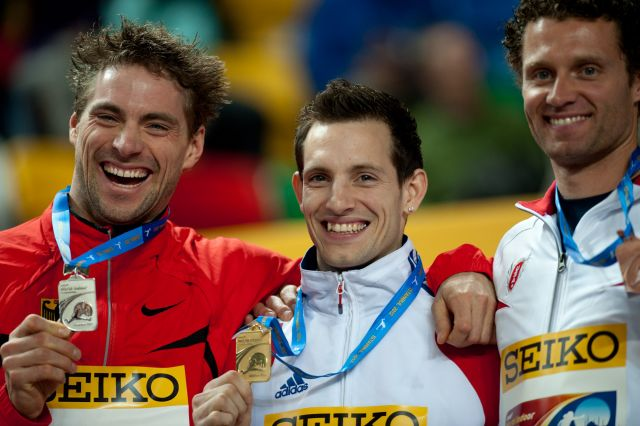
Pódio.

A prova do salto com vara masculino do Campeonato Mundial de Atletismo em Pista Coberta de 2012 foi disputada no dia 10 de março na Ataköy Athletics Arena em Istambul, Turquia.

## Recordes
Antes desta competição, os recordes mundiais e do campeonato nesta prova eram os seguintes:
|    | Nome          | Nacionalidade | Altura  | Local   | Data                    |
| -- | ------------- | ------------- | ------- | ------- | ----------------------- |
| WR | Sergey Bubka  | Ucrânia       | 6m 15cm | Donetsk | 21 de fevereiro de 1993 |
| CR | Steven Hooker | Austrália     | 6m 01cm | Doha    | 13 de março de 2010     |

## Medalhistas
| Ouro                    | Prata            | Bronze            |
| Renaud Lavillenie (FRA) | Björn Otto (GER) | Brad Walker (USA) |

## Cronograma
| Data        | Hora  | Evento |
| ----------- | ----- | ------ |
| 10 de março | 17:00 | Final  |

## Resultado

### Final
A final ocorreu dia 10 de março.
| Colocção          | Atleta                 | Nacionalidade  | 5.50 | 5.60 | 5.70 | 5.75 | 5.80 | 5.85 | 5.90 | 5.95 | 6.00 | 6.02 | Resultado | Fina |
| ----------------- | ---------------------- | -------------- | ---- | ---- | ---- | ---- | ---- | ---- | ---- | ---- | ---- | ---- | --------- | ---- |
| Medalha de ouro   | Renaud Lavillenie      | França         | -    | xo   | -    | o    | xo   | o    | xo   | o    | x-   | xx   | 5.95      | WL   |
| Medalha de prata  | Björn Otto             | Alemanha       | xo   | -    | o    | -    | xo   | -    | xxx  |      |      |      | 5.80      |      |
| Medalha de bronze | Brad Walker            | Estados Unidos | -    | xo   | -    | x-   | xo   | -    | xx-  | -    | x    |      | 5.80      |      |
| 4                 | Malte Mohr             | Alemanha       | -    | xxo  | -    | o    | -    | xxx  |      |      |      |      | 5.75      |      |
| 5                 | Lázaro Borges          | Cuba           | o    | o    | xo   | -    | xxx  |      |      |      |      |      | 5.70      |      |
| 5                 | Steven Lewis           | Reino Unido    | o    | -    | xo   | -    | xxx  |      |      |      |      |      | 5.70      |      |
| 7                 | Konstadínos Filippídis | Grécia         | o    | xo   | xo   | -    | xxx  |      |      |      |      |      | 5.70      |      |
| 8                 | Romain Mesnil          | França         | o    | -    | xxx  |      |      |      |      |      |      |      | 5.50      |      |
| 9                 | Dmitrij Starodubcew    | Rússia         | xo   | -    | xxx  |      |      |      |      |      |      |      | 5.50      |      |
|                   | Scott Roth             | Estados Unidos | xxx  |      |      |      |      |      |      |      |      |      | NM        |      |

Legenda
| Recorde mundial       | Recorde mundial (World record)               |                       | Recorde africano                      | Recorde africano (African) |                                           | Q | Classificado por posição (Qualified) |
| Recorde do campeonato | Recorde do campeonato (Championship record)  | Recorde da América    | Recorde da América (Americas)         | q                          | Classificado por melhor tempo (Qualified) |   |                                      |
| Melhor marca do ano   | Melhor marca do ano (World leading)          | Recorde asiático      | Recorde asiático (Asian)              | DNS                        | Não largou (Did not start)                |   |                                      |
| Recorde nacional      | Recorde nacional (National record)           | Recorde europeu       | Recorde europeu (European)            | DNF                        | Não terminou (Did not finish)             |   |                                      |
| Recorde pessoal       | Recorde pessoal do atleta (Personal best)    | Recorde da Oceania    | Recorde da Oceania (Oceania)          | DSQ / DQ                   | Desclassificado (Disqualified)            |   |                                      |
| Recorde da temporada  | Recorde da temporada do atleta (Season best) | Recorde sul-americano | Recorde sul-americano (South America) | NM                         | Sem marca (No mark)                       |   |                                      |